# Domenico Pasquale Cambiaso
Pour les articles homonymes, voir Cambiaso.
Domenico Pasquale Cambiaso (né à Gênes le 5 février 1811 et mort dans la même ville le 2 mars 1894) est un peintre italien paysagiste et védutiste et également un graveur.

## Biographie
Né à Gênes en 1811, il est le fils de Bartolomeo et Maddalena, tous deux appartenant à la famille patricienne Cambiaso, établie au Val Polcevera, en Ligurie. Il commence sa formation artistique à l'Académie des Beaux-Arts de Ligurie, puis poursuit ses études de scénographie à l'école Giuseppe Boccaccio de Parme. Il passe ensuite un séjour à Naples, où il entre en contact avec l'école du Pausilippe, mouvement prônant la peinture en plein air et la réforme de la peinture architecturale et paysagère du XVIIIe siècle. De retour dans la capitale ligure, il commence à s'intéresser à ce qui sera le trait stylistique de toute sa carrière, à savoir la peinture de vues, d'aperçus et de paysages,.

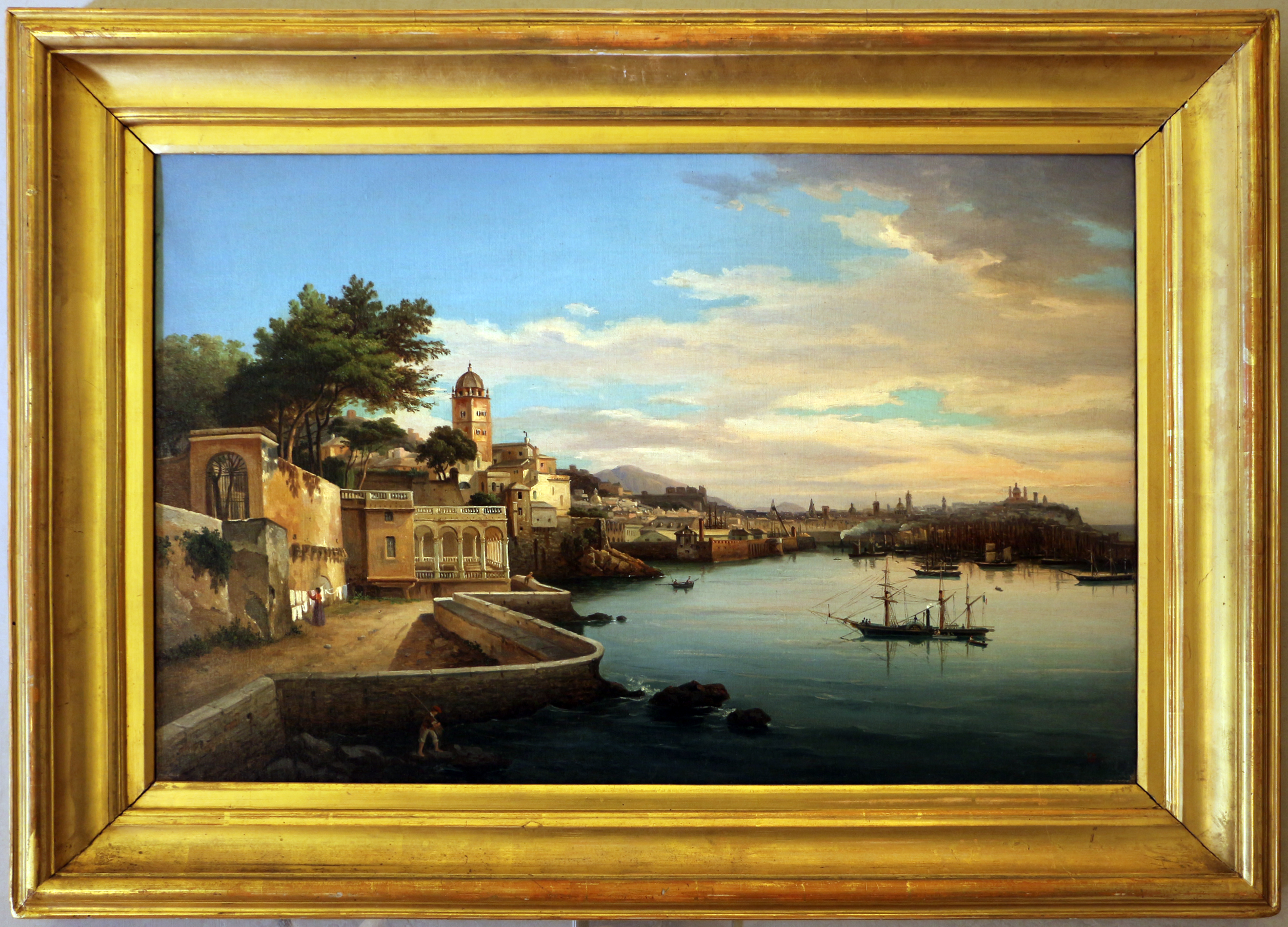
Domenico Pasquale Cambiaso, Le port de Gênes, vers 1885.

Agé de seulement vingt-trois ans, il expose quelques paysages et devient en 1834 académicien de mérite à l'Accademia Ligustica dans les matières d'architecture et d'ornementation, tandis qu'en 1847 il est nommé professeur adjoint, poste qu'il quitte quelques mois plus tard pour devenir ensuite professeur de dessin à la Regia Scuola Superiore Navale de Gênes. Son style devient plus précisément topographique et sa carrière progresse. Son travail acquiert une valeur documentaire car au milieu du XIXe siècle, les paysages et la topographie de la région évoluent,.
Entre 1860 et 1862, il entreprend un voyage avec l'armateur Giuseppe Bertollo sur les côtes occidentales et orientales de la Ligurie, d'où émergent deux volumes importants de documentation avec plus d'une centaine de dessins, aquarelles et gravures,.
Il a deux filles, Laura et Elisa, influencées par leur père pour se consacrer à la peinture. En tant que professeur, il a également formé quelques peintres importants dont Tammar Luxoro, Giovanni Battista Molinelli et Teresa Doria. Il meurt à Gênes le 2 mars 1894.

## Réception critique

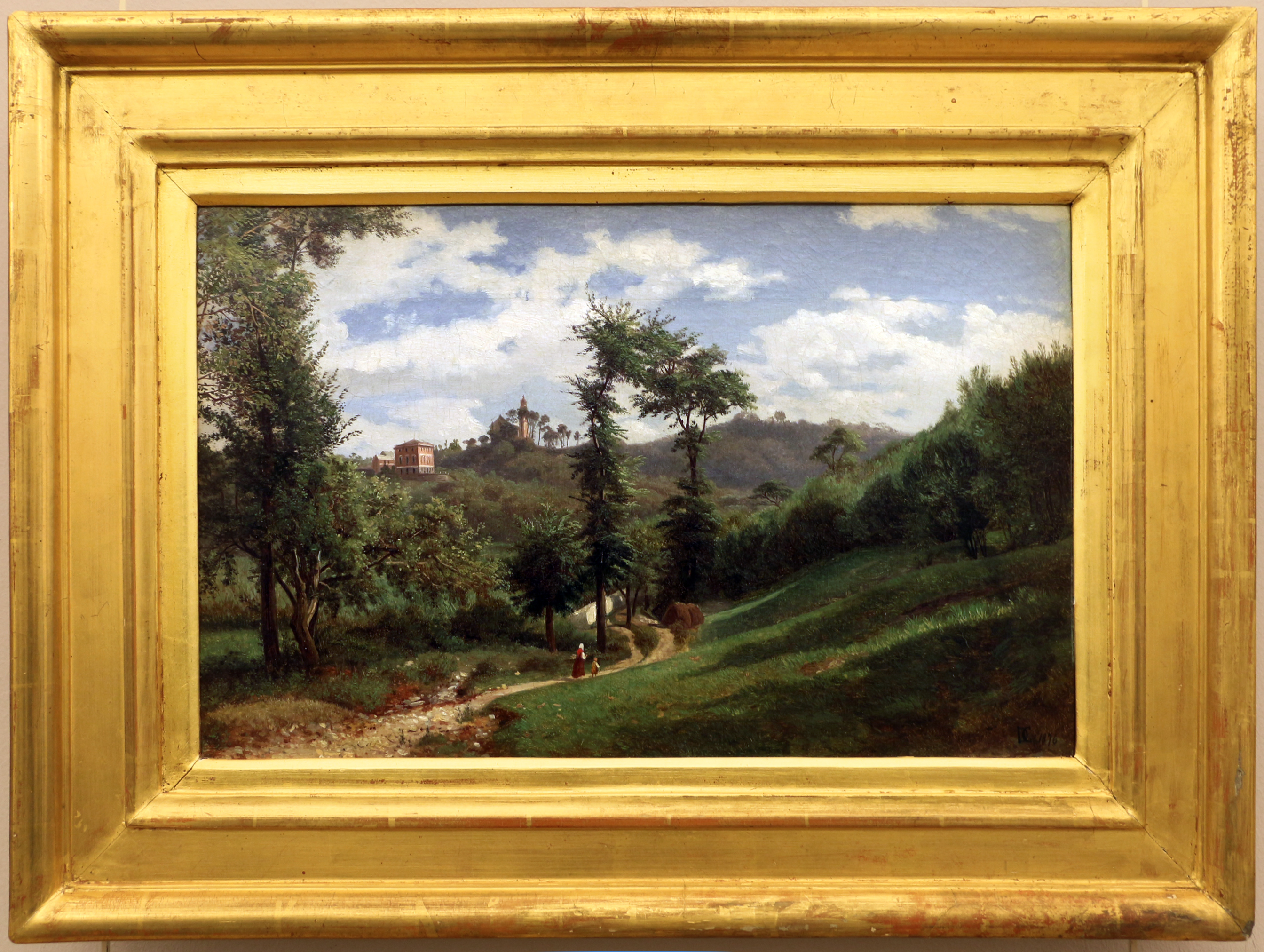
Domenico Pasquale Cambiaso, Paysage entre Pontedecimo et Campomorone, 1876.

Peintre bien connu de ses contemporains et très apprécié, il a exposé pendant près de quarante ans aux expositions annuelles de la Société de promotion des Beaux-Arts de Gênes. Particulièrement importants sur le plan artistique mais aussi en termes de documentation historique sont ses albums de vues de Gênes et de la Riviera ligure, qui témoignent extraordinairement du contexte social et urbain ligure avant l'explosion urbaine du siècle suivant,.
Pour le critique Federico Alizeri, Cambiaso était « un grand génie dans l'art du paysage, et comme tel connu dans son pays et à l'étranger ; et peut-être bien moins que son mérite », tandis que l'historien de l'art Vitaliano Rocchiero résumait ainsi l'œuvre de Cambiaso : « l'art de Cambiaso prouve être soutenu par la solide maîtrise du dessin, animé par l'esprit de recherche et d'observation, soutenu par la virtuosité de l'exécution. »

## Honneur
- Chevalier de l'ordre des Saints-Maurice-et-Lazare.